# Hüttenmuseum Thale

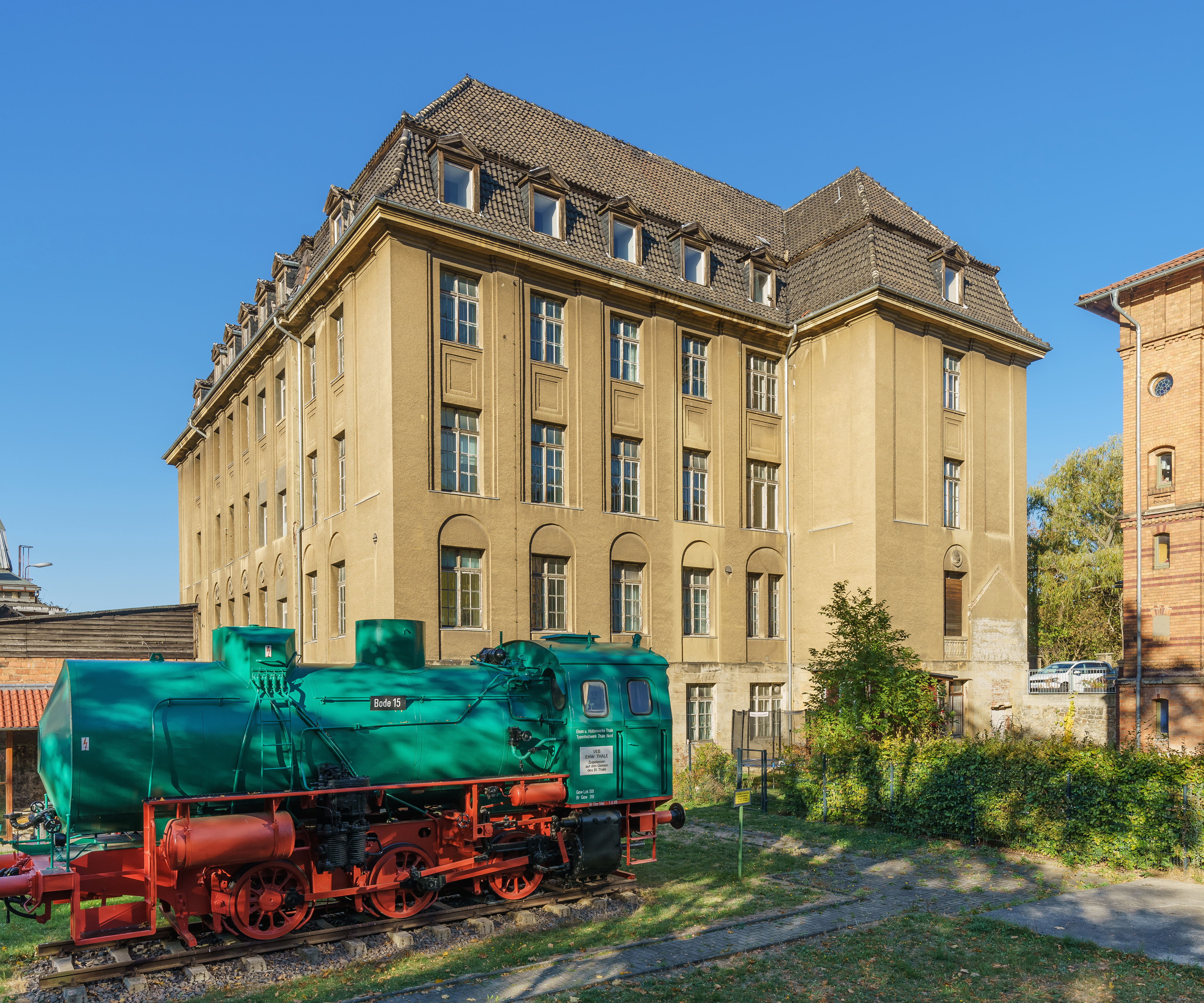
Dampflok des Hüttenmuseums Thale, im Hintergrund das ehemalige Verwaltungsgebäude des Eisenhüttenwerks

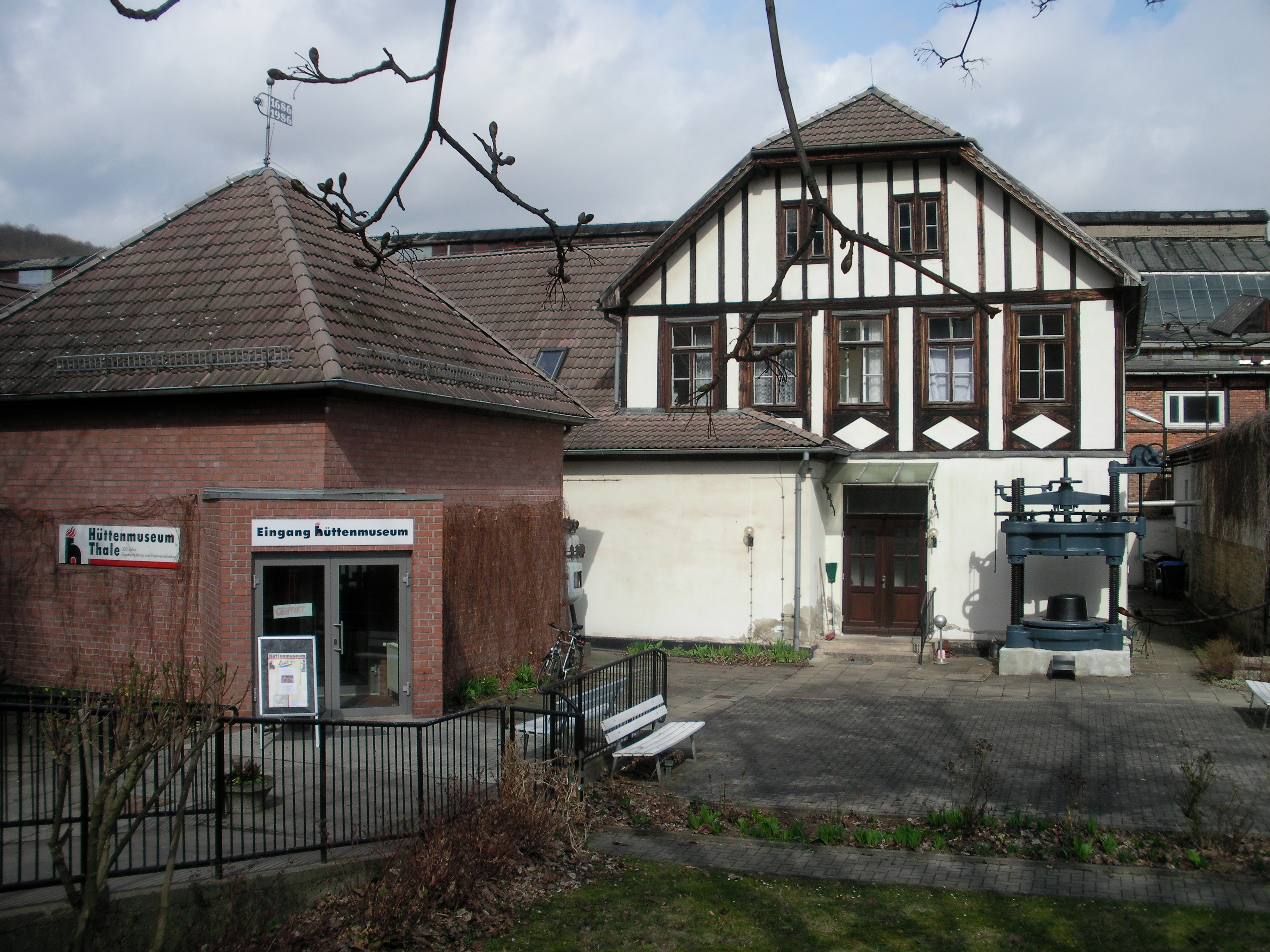
Hüttenmuseum, Eingangsbereich

Das Hüttenmuseum Thale wurde 1986 zum 300-jährigen Bestehen des Eisenhüttenwerkes Thale gegründet. Seit dem 1. Juli 1998 befindet sich das Museum in der Trägerschaft des Geschichts- und Hüttenmuseumsvereins Thale am Harz e. V. Es zeigt die Entwicklung der Eisenverhüttung und Eisenverarbeitung am Beispiel des Thalenser Werkes von der Blechhütte im Jahre 1686 bis zum industriellen Großbetrieb des 20. Jahrhunderts.

## Lage
Das Museum liegt am Eingang des Bodetals ca. drei Minuten vom Hauptbahnhof von Thale entfernt. Das Museum befindet sich an der Adresse Walter-Rathenau-Straße 1 im ehemaligen Wohngebäude des Hüttenbesitzers Johann Carl Benninghausen und wurde durch Umbaumaßnahmen in seine heutige Gestalt gebracht. Westlich des Eingangs befindet sich die als Museumsgalerie genutzte Hüttenkapelle Thale.

## Ausstellung
Im Museum ist die geschichtliche und soziale Entwicklung des Betriebes und seiner Beschäftigten von 1686 bis in die jüngste Vergangenheit dargestellt. Besonders erwähnenswert sind die Prozesse der Verhüttung und anschließenden Verarbeitung des Eisens, die anhand von Modellen wie Rennofen, Hoher Ofen und Frischfeuer veranschaulicht werden.
Besondere historische Aspekte und Momente des Eisen- und Hüttenwerkes Thale werden hier verdeutlicht. Beispielhaft sind hier folgende Punkte zu nennen: 1831 wurde in Thale die erste schmiedeeiserne Wagenachse Deutschlands hergestellt. 1835 wurde das erste Geschirremaillierwerk Europas errichtet, welches um 1910 zehn Prozent des Weltbedarfs an Emailgeschirr produzierte. Die industrielle Revolution lässt sich anhand mehrerer Punkte veranschaulichen: der Eisenbahnanschluss in Richtung Quedlinburg, Magdeburg und Berlin 1862, der Einsatz der ersten Dampfmaschinen 1868 und die Gründung der Aktiengesellschaft 1872. Dadurch kam es am Standort Thale zu einem rasanten Wachstum des Werkes und der Beschäftigtenanzahl. Als Ergebnis der Industrialisierung erhält Thale 1922 Stadtrecht.
Die Hauptproduktionszweige waren nach dem Zweiten Weltkrieg, bei dem das Werk keinerlei Kriegsschäden erlitt, obwohl es ab 1934 ein Monopol auf Stahlhelme hatte, das Stahlwerk, das Walzwerk, das Emaillierwerk, der Behälter- und Apparatebau (aus dem im Jahr 2007 die Firma THALETEC hervorging) und die Pulvermetallurgie. Einer der Hauptaktionäre des Werkes war bis 1937 der Kölner Unternehmer Albert Ottenheimer. Seine Beteiligung gelangte durch erzwungene Arisierung sodann an den Otto-Wolff-Konzern.
Seit 1995 wird außerdem konkrete Umweltgeschichte gezeigt. Hier sind die Wechselbeziehungen zwischen dem Wachsen des Eisenhüttenwerkes und dem Ort Thale sowie der Umgang mit den Belastungen für Mensch, Luft, Wasser und Boden durch über 300-jährige metallurgische Produktion veranschaulicht. Seit dem Jahr 2000 gibt es einen weiteren Ausstellungsteil, der sich mit der Beseitigung von Industriealtlasten beschäftigt.
Seit 1998 gibt es im Foyer des Museums mehrere Leihgaben des Künstlers Willi Neubert zu betrachten, die aus seinem eng mit dem Eisenhüttenwerk verbundenen künstlerischen Werk stammen. Am Dampfmaschinengebäude wurde 2005 das Wandemailbild „300 Jahre Eisenhüttenwerk“, das vor dem Abriss des Lehrlingswohnheims 2001 gerettet und eingelagert wurde, montiert und damit ein Denkmal am Denkmal der Öffentlichkeit wieder zugänglich gemacht.
Neben der Dauerausstellung finden mehrmals jährlich wechselnde Sonderausstellungen statt, deren Inhalte von Malerei und Bildhauerei bis hin zur Technikgeschichte reichen.

## Dampfmaschine
Eine weitere Besonderheit ist die Dampfmaschine aus dem Jahre 1911, die von 1912 bis zur Stilllegung des Blockwalzwerkes 1990 in Betrieb war. Diese wurde von der Ascherslebener Maschinenbau AG gebaut und ist eine doppelwirkende Tandem-Walzenzugdampfmaschine nach den Vorgaben des Erfinders Wilhelm Schmidt. Nachdem sie im Auftrag des Vereins restauriert und mit Hilfe eines Motors reaktiviert wurde, ist sie seit Mai 2009 im Vorführbetrieb zu sehen.